# قاطریوران سفلی
قاطریوران سفلی یک روستا در ایران است که در دهستان اجارود شمالی واقع شده‌است. قاطریوران سفلی ۹۰ نفر جمعیت دارد.